# Ngegot
Ngegot is een bestuurslaag in het regentschap Demak van de provincie Midden-Java, Indonesië. Ngegot telt 2342 inwoners (volkstelling 2010).